# María de las Mercedes de Borbón

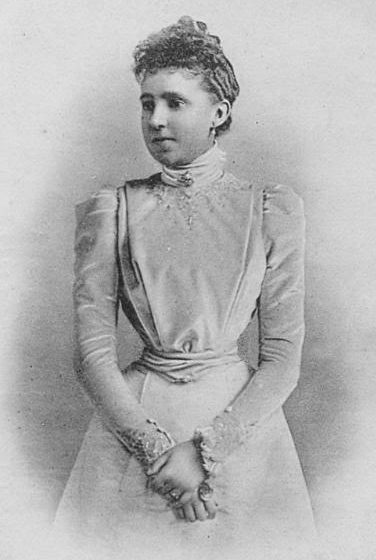
María de las Mercedes de Borbón

María de las Mercedes de Borbón y Habsburgo-Lorena, vollständiger Name María de las Mercedes Isabel Teresa Cristina Alfonsa Jacinta Ana Josefa Francisca Carolina Fernanda Filomena María de Todos los Santos (* 14. September 1880 im Palacio Real in Madrid; † 17. Oktober 1904 in Madrid) war eine spanische Prinzessin und durch Heirat Prinzessin beider Sizilien.

## Leben
María de las Mercedes war die älteste Tochter des spanischen Königs Alfons XII. (1857–1885) und seiner zweiten Frau Erzherzogin Maria Christina von Österreich (1858–1929), Tochter des Erzherzogs Karl Ferdinand und Erzherzogin Elisabeth Franziska Maria. Ihre Großmutter väterlicherseits war Königin Isabella II. Als ihr Vater am 25. November 1885 im El-Pardo-Palast an Tuberkulose starb, war Maria de las Mercedes die Erbin des spanischen Throns. Doch ihre Mutter erwartete gerade ein Kind. Die politischen Führer, Antonio Cánovas del Castillo und Práxedes Mateo Sagasta, beschlossen, die Königinwitwe Maria Christina als Regentin zu stützen und so die politische Kontinuität zu wahren. Unter dem Schutz der flexiblen und vernünftigen Verfassung von 1876 und mit der Konsolidierung des friedlichen Übergangs von der einen regierenden Partei zur anderen, der konservativen Cánovas zur liberalen Sagastas, hielt sich das System der Restauration.
Sogar die Opposition – sowohl die Karlisten als auch die Republikaner – boten dem Regime, das «von einer Witwe und einer Waisen» vertreten wurde, einen Waffenstillstand an. Am 17. Mai 1886 wurde ihr Bruder, Alfons Ferdinand Maria, geboren. Alfons XIII. (1886–1941) ist der einzige in der Geschichte Spaniens, der schon als König zur Welt kam; auch in der Geschichte des übrigen Europas finden sich solche Fälle nur schwerlich. María de las Mercedes stand bis zu ihrem Tod an zweiter Stelle der Thronfolge in Spanien. Zu ihrer jüngeren Schwester, Maria Theresia (1882–1912), hatte sie ein besonderes und inniges Verhältnis.
Am 14. Februar 1901 heiratete Infantin María de las Mercedes in Madrid Carlos Maria de Bourbon, Prinz von Neapel-Sizilien (1870–1949), den zweiten Sohn von Alfons Maria, Graf von Caserta und seiner Frau Prinzessin Maria Antonia von Neapel-Sizilien. Aus der Ehe gingen drei Kinder hervor: Alfonso (1901–1964), Fernando (1903–1905) und Isabella Alfonsa (1904–1985). Infantin María de las Mercedes starb bei der Geburt ihrer Tochter und wurde im Real Sitio de San Lorenzo de El Escorial bestattet (Pantheon der Infanten, Kapelle 1).
| Vorgängerin                      | Amt                            | Nachfolger                        |
| -------------------------------- | ------------------------------ | --------------------------------- |
| Isabella von Bourbon und Bourbon | Fürstin von Asturien 1881–1904 | Alfons von Bourbon und Battenberg |

| Personendaten    | Personendaten |
| ---------------- | --- |
| NAME             | María de las Mercedes de Borbón |
| ALTERNATIVNAMEN  | María de las Mercedes Isabel Teresa Cristina Alfonsa Jacinta Ana Josefa Francisca Carolina Fernanda Filomena María de Todos los Santos |
| KURZBESCHREIBUNG | spanische Prinzessin und durch Heirat Prinzessin von Neapel und beider Sizilien                                                        |
| GEBURTSDATUM     | 14. September 1880 |
| GEBURTSORT       | Palacio Real, Madrid |
| STERBEDATUM      | 17. Oktober 1904 |
| STERBEORT        | Madrid |